# Soprattitolo

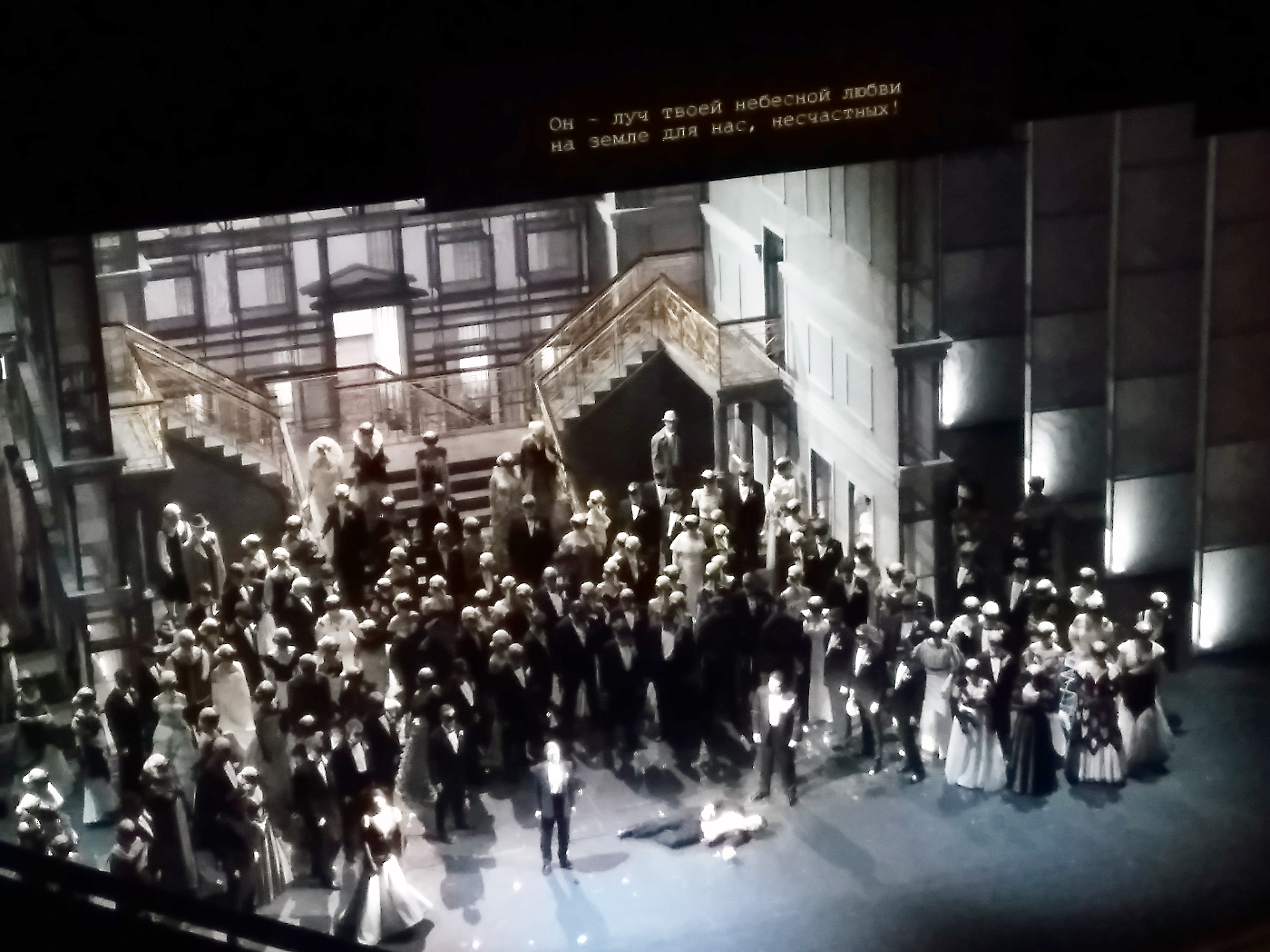
Soprattitoli in lingua russa durante una rappresentazione dell'opera di Giuseppe Verdi, Un ballo in maschera, al Bol'šoj di Mosca (2019)

Con soprattitolo  o soprattitolazione (meno correttamente sopratitolo o sopratitolazione) si intende la trascrizione o adattamento in una o (più raramente) due lingue diverse da quella originale, di un testo cantato o recitato dal vivo durante una rappresentazione teatrale e proiettato o trasmesso elettronicamente su uno o più schermi (wireless o cablati), il principale dei quali si trova in genere sopra il boccascena. A titolo divulgativo, nel caso del teatro musicale, il servizio di soprattitolazione ripropone a volte lo stesso testo della rappresentazione.
Il suo scopo è quello di favorire la comprensione del testo cantato o parlato per tutti gli spettatori e, in particolare, si rivela utile per i fruitori non udenti o non in grado di comprendere la lingua originale della rappresentazione.
Il termine soprattitolo deriva dal termine sottotitolo, impiegato in ambito cinematografico o genericamente audiovisivo, e sta a indicare la diversa collocazione spaziale (nello spettacolo dal vivo) del servizio di mediazione linguistica rispetto a quanto avviene al cinema o nei supporti video elettronici.

## Storia
I soprattitoli nascono nel gennaio del 1983, nell'ambito di una produzione di Elektra di Richard Strauss della Canadian Opera Company a Toronto.
Nel settembre del 1983 sono stati introdotti per la prima volta negli Stati Uniti, in occasione di una produzione di Cendrillon di Jules Massenet al New York State Theater.
In Europa, i primi soprattitoli vengono realizzati, a cura di Sergio Sablich, nel giugno 1986 al Teatro Comunale di Firenze, nell'ambito del Maggio Musicale Fiorentino, per una produzione di Die Meistersinger von Nürnberg di Richard Wagner diretta da Zubin Mehta.